# Геринг, Герберт
Ге́рберт Лю́двиг Ви́льгельм Ге́ринг (нем. Herbert Ludwig Wilhelm Göring; Кеттвиг, Эссен — после 1945 года) — немецкий предприниматель, двоюродный брат политического и военного деятеля Нацистской Германии Германа Геринга.

## Биография
После прихода нацистов к власти в Германии в 1933 году Герберт Геринг был принят на работу в государственное министерство Пруссии. В 1934 году перешёл в министерство экономики Рейха в качестве генерального советника. 3 июня 1934 года вступил в СС (членский билет № 214 974), в 1939 году достиг звания оберштурмбаннфюрера СС и был назначен в штат Главного управления СС. Он входил в круг друзей рейхсфюрера СС Генриха Гиммлера. В 1935 году, согласно письму Геринга, он получил от крупного промышленника Отто Вольфа ссуду в размере 100 Mille, то есть более 100 000 рейхсмарок.
Геринг занимал многочисленные должности в промышленных компаниях, в том числе:
- Руководитель берлинской компании Vereinigte Stahlwerke[нем.] (1938)
- Председатель совета директоров компании Weser-Flugzeugbau[нем.]
- Член наблюдательного совета компании AG Weser⁄Deutsche Schiff- und Maschinenbau
- В компании Asphaltfabrik Schlesing Nachfolger
- В компании Continental Asphalt
- В компании Schering
- В компании Colonia Versicherung[нем.]
- В компании Nordstern[нем.]
- В компании Reichswerke Hermann Göring[нем.]

С 1944 года и до падения нацистского режима в 1945 году находился в заключении. Дальнейшая судьба неизвестна.